# Vierwinden (Windhagen)
Vierwinden ist ein Ortsteil der Ortsgemeinde Windhagen im rheinland-pfälzischen Landkreis Neuwied. Er liegt innerhalb des Hauptortes Windhagen und ist nicht mehr als eigenständig benannte Ortschaft ausgewiesen.

## Lage
Vierwinden liegt auf bis zu 321,5 m ü. NHN am höchsten Punkt der Gemeinde Windhagen an der Kreuzung der Kreisstraßen K 28 (Grenze Aegidienberg–Windhagen) und K 25 (Hallerbach–Windhagen). Die Bundesautobahn 3 verläuft 200 Meter südwestlich.

## Geschichte
Im Mittelalter befand sich Vierwinden an der Kreuzung der damals bedeutenden Wege zwischen Bonn und dem Wiedtal sowie Rheinbreitbach und Eudenbach. Der Ortsname beschreibt vermutlich entweder die Lage des Ortes am höchsten Punkt der heutigen Straße Hallerbach–Windhagen, der hier zu „verwinden“ (überwinden) ist, oder die „Verwindung“ der beiden sich hier kreuzenden früheren Hauptverkehrswege. Die mundartliche Bezeichnung des Ortes lautet „Verwint“.
Eines der ersten oder das einzige Haus in Vierwinden war über längere Zeit ein Gasthof mit Kegelbahn, der Ende des 19. Jahrhunderts abbrannte. Bei der Volkszählung 1885 verzeichnete der Wohnplatz Vierwinden noch acht Einwohner in einem Gebäude. Bis 1905 entstand auf dem ehemaligen Grundstück der Gastwirtschaft ein neues Wohnhaus, das auch als Bäckerei genutzt wurde. Zur Zeit des Zweiten Weltkriegs umfasste Vierwinden drei Gebäude, die alle Handwerksbetriebe beherbergten, gegen Kriegsende aber schwere Schäden erlitten.
Nachdem an der Autobahn ein Gewerbegebiet erschlossen wurde, in dem sich unter anderem das Unternehmen Wirtgen angesiedelt hat, entstanden zwischen Vierwinden und dem Windhagener Ortszentrum sowie dem Ortsteil Oberwindhagen zahlreiche neue Wohnhäuser. Seitdem gehört Vierwinden zur geschlossenen Bebauung von Windhagen und ist kein eigenständig benannter Gemeindeteil mehr. Auf die Lage des Ortsteils weist heute die Vierwindener Straße hin.